# GEORGIA LIFE SONGS
『GEORGIA LIFE SONGS』（ジョージア・ライフ・ソングス）は、HFMが制作し、中国地方のJFN加盟4局5県にて2017年4月2日（FMYは同年4月1日）より放送されているミニ番組である。GEORGIA（日本コカ・コーラ）の一社提供。パーソナリティーは屋形英貴（HFMパーソナリティ）。

## 概要
アーティストの人生に大きな影響を与えた特別な1曲（LIFE SONG）を、ナビゲーターの屋形がその音楽とともに紹介する番組である。番組の最後には、当該週にピックアップしたアーティストの最新曲（又は最新アルバム）も取り上げている。
前番組にあたる『GEORGIA Dream Catcher』は、月曜 - 木曜の平日に放送されていた企画ネット番組で各局ごとにパーソナリティが異なっていたが、当番組は週末（基本的に日曜の放送だが、FMYは土曜に先行放送）の週1回放送となり、HFMが制作した内容を他の3局へネットしている。

## 放送内容
- 放送日はHFMでのもの
- 太字は中国地方5県出身のアーティスト
- radikoのライブ配信では、オンエア曲の欄に『LIFE SONG』→『ピックアップアーティストの最新曲』と放送順に紹介されている。

| 放送日     | ピックアップ アーティスト            | 最新曲                                                         | LIFE SONG                              | LIFE SONG                  | LIFE SONG                                |
| 放送日     | ピックアップ アーティスト            | 最新曲                                                         | アーティスト                           | 曲名                       | 備考                                     |
| ---------- | ------------------------------------ | -------------------------------------------------------------- | -------------------------------------- | -------------------------- | ---------------------------------------- |
| 2020.06.14 | さなり                               | Hero                                                           | 電波少女                               | 笑えるように               | 『パラノイア』に収録                     |
| 2020.06.21 | おかもとえみ (フレンズ)              | あくびをすれば (フレンズ)                                      | BONNIE PINK                            | Last Kiss                  |                                          |
| 2020.06.28 | 手島章斗 （SOLIDEMO）                | 大好き。                                                       | 玉置浩二                               | 明かりの灯るところへ       | 『今日というこの日を生きていこう』に収録 |
| 2020.07.05 | トクマルシューゴ                     | Canaria                                                        | ビーチ・ボーイズ                       | グッド・ヴァイブレーション |                                          |
| 2020.07.12 | Jean-Ken Johnny (MAN WITH A MISSION) | Change The World 《アルバム『MAN WITH A "BEST" MISSION』より》 | レディオヘッド                         | ストップ・ウィスパリング   | 『ザ・ベスト・オブ』に収録               |
| 2020.07.19 | Vaundy                               | 東京フラッシュ《アルバム『strobo』より》                       | 小田和正                               | たしかなこと               |                                          |
| 2020.07.26 | 松尾レミ (GLIM SPANKY)               | こんな夜更けは (GLIM SPANKY)                                   | ディスロケーション・ダンス             | You'll Never Never Know    |                                          |
| 2020.08.02 | 坂本真綾                             | 卒業写真 《アルバム『シングルコレクション+ アチコチ』より》    | 荒井由実                               | やさしさに包まれたなら     |                                          |
| 2020.08.09 | 荒谷翔大 (yonawo)                    | 天神 (yonawo)                                                  | はっぴいえんど                         | 風をあつめて               |                                          |
| 2020.08.16 | 湯木慧                               | スモーク                                                       | ベニー・グッドマン＆ヒズ・オーケストラ | Sing,Sing,Sing             |                                          |
| 2020.08.23 | Rachel (chelmico)                    | Easy Breezy 《アルバム『maze』より》                           | 宇多田ヒカル                           | Letters                    |                                          |
| 2020.08.30 | Mamiko (chelmico)                    | Disco(Bad dance doesn't matter) 《アルバム『maze』より》       | チーナ                                 | キャラメルの包み           | 『PULL』に収録                           |
| 2020.09.06 | 山崎まさよし                         | Updraft 《EP『ONE DAY』より》                                  | 子門真人                               | およげ!たいやきくん        |                                          |
| 2020.09.13 | 植田真梨恵                           | heartbreaker 《アルバム『ハートブレイカー』より》              | YOSHII LOVINSON                        | TALI                       |                                          |
| 2020.09.20 | オカモトコウキ (OKAMOTO'S)           | Welcome My Friend 《EP『Welcome My Friend』より》              | ザ・フー                               | ババ・オライリィ           |                                          |
| 2020.09.27 | 河原太朗 (TENDRE)                    | LIFE 《アルバム『LIFE LESS LONELY』より》                      | はっぴいえんど                         | 風をあつめて               |                                          |

## ネット局
| 放送対象地域   | 放送局名                       | 放送時間               | 遅れ日数   | 備考   |
| -------------- | ------------------------------ | ---------------------- | ---------- | ------ |
| 広島県         | 広島エフエム放送（HFM）        | 毎週日曜 13:55 - 14:00 | -          | 制作局 |
| 山口県         | エフエム山口（FMY）            | 毎週土曜 15:55 - 16:00 | 22時間先行 |        |
| 岡山県         | 岡山エフエム放送（FM OKAYAMA） | 毎週日曜 12:55 - 13:00 | 1時間先行  |        |
| 鳥取県・島根県 | エフエム山陰（V-air）          | 毎週日曜 13:55 - 14:00 | 同時ネット |        |